# NGC 103
NGC 103 este un roi deschis situat în constelația Cassiopeia. A fost descoperit de către John Herschel în 5 octombrie 1829.